# Argumentum ad legem
Argumentum ad legem (łac. argument do prawa) – pozamerytoryczny sposób argumentowania polegający na powołaniu się na stan prawny dla poparcia swojej tezy. Dyskutant stosuje ten argument między innymi w celu obrony swojego uczynku lub namowy do niego z powodu jego legalności, lub w celu potępienia czynu jako niemoralnego z powodu jego nielegalności. Argument do prawa jest błędny, gdyż choć przepisy prawa są ważne, nie stanowią one wykładni moralności i rozsądku danego działania.

## Forma
- A jest legalne, więc jest moralne.
- B jest nielegalne, więc jest niemoralne.

## Przykłady
- "Co z tego, że zdradziłam mojego męża? Bycie niewiernym nie jest nielegalne"[2].
- "Przykuwasz się do buldożera, by uniemożliwić wyburzenie? Nie rób tego! Trafisz do więzienia! Nie bądź złym człowiekiem!"[2].
- "Nie wolno ci tańczyć publicznie w Iranie. To jest nielegalne i grzeszne"[5].
- "W Meksyku od 12 lat można [uprawiać seks] i w ogóle. W Anglii od 16, ale kto zabroni nam czuć, co czujemy"[6].